# 福島県道372号須賀川二本松自転車道線

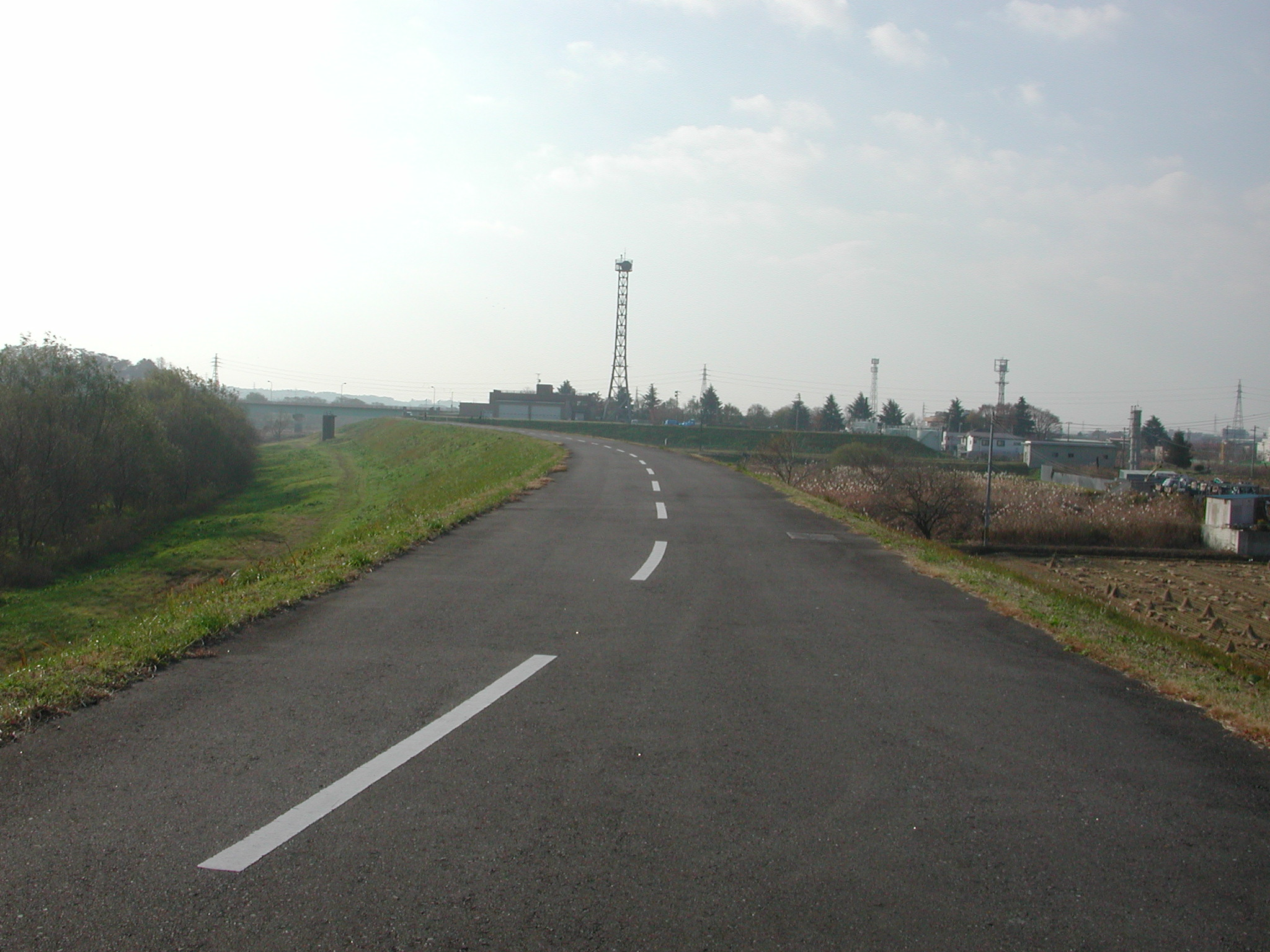
みちのく自転車道（郡山市内)

福島県道372号須賀川二本松自転車道線（ふくしまけんどう372ごう すかがわにほんまつじてんしゃどうせん）は、福島県石川郡玉川村から二本松市に至る一般県道。通称みちのく自転車道。阿武隈川に沿う。

## 路線概要
- 起点：須賀川市前田川（実際は限りなく須賀川市に近い玉川村内。乙字ケ滝のわきの村道交点。）
- 終点：二本松市安達ヶ原、現在は郡山市日和田まで。
- 総延長：32.063km[1]
  - 重用延長：0.232km[1]
  - 未供用延長：1.923km[1]
  - 実延長：29.908km[1]

## 道路施設
初瀬川橋
- 全長：46.0m
- 幅員：3.0m
- 竣工：1983年[2]

須賀川市田中字舘ノ内から字永平に至り、一級水系阿武隈川水系初瀬川を渡る。
塩田橋
- 全長：26.8m
- 幅員：3.0m
- 竣工：1980年[3]

須賀川市塩田字洞川岸にて一級水系阿武隈川水系塩田川を渡る。
日の出橋
- 全長：66.0m
- 幅員：3.0m
- 形式：3径間鋼鈑桁橋
- 竣工：1978年[4]

郡山市安積町日出山字新鍬から字南川堀田に至り、一級水系阿武隈川水系笹原川を渡る人道橋である。橋梁中央部にて安積町日出山4丁目をかすめる。
横塚橋
- 全長：91.9m
- 幅員：3.0m
- 竣工：1978年[3]

郡山市横塚3丁目から富久山町久保田字古坦に至り、一級水系阿武隈川水系逢瀬川を渡る。
福原橋
- 全長：50.2m
- 幅員：3.0m
- 竣工：1984年[2]

郡山市富久山町福原字北畑から日和田町八丁目字宮田に至り、一級水系阿武隈川水系藤田川を渡る。藤田川に架かる橋の中で最下流部に位置する。

## 地理

### 通過する自治体
- 石川郡玉川村 - 須賀川市 - 郡山市 - （本宮市） - （安達郡大玉村） - （二本松市）

### 交差する道路
- 須賀川市内
  - 福島県道63号古殿須賀川線
  - 福島県道138号母畑須賀川線
  - 福島県道54号須賀川三春線
- 郡山市内
  - 福島県道110号田村安積線（橋梁部分重複）
  - 国道49号
  - 福島県道65号小野郡山線
  - 美術館通り
  - 福島県道57号郡山大越線
  - 国道288号
  - 福島県道115号三春日和田線

### 沿線
- 乙字ケ滝